# Petri Lindroos
Petri Lindroos (ur. 10 stycznia 1980 w Espoo w Finlandii) – heavymetalowy wokalista i gitarzysta zespołu Ensiferum. Były członek zespołu Norther.

## Życiorys

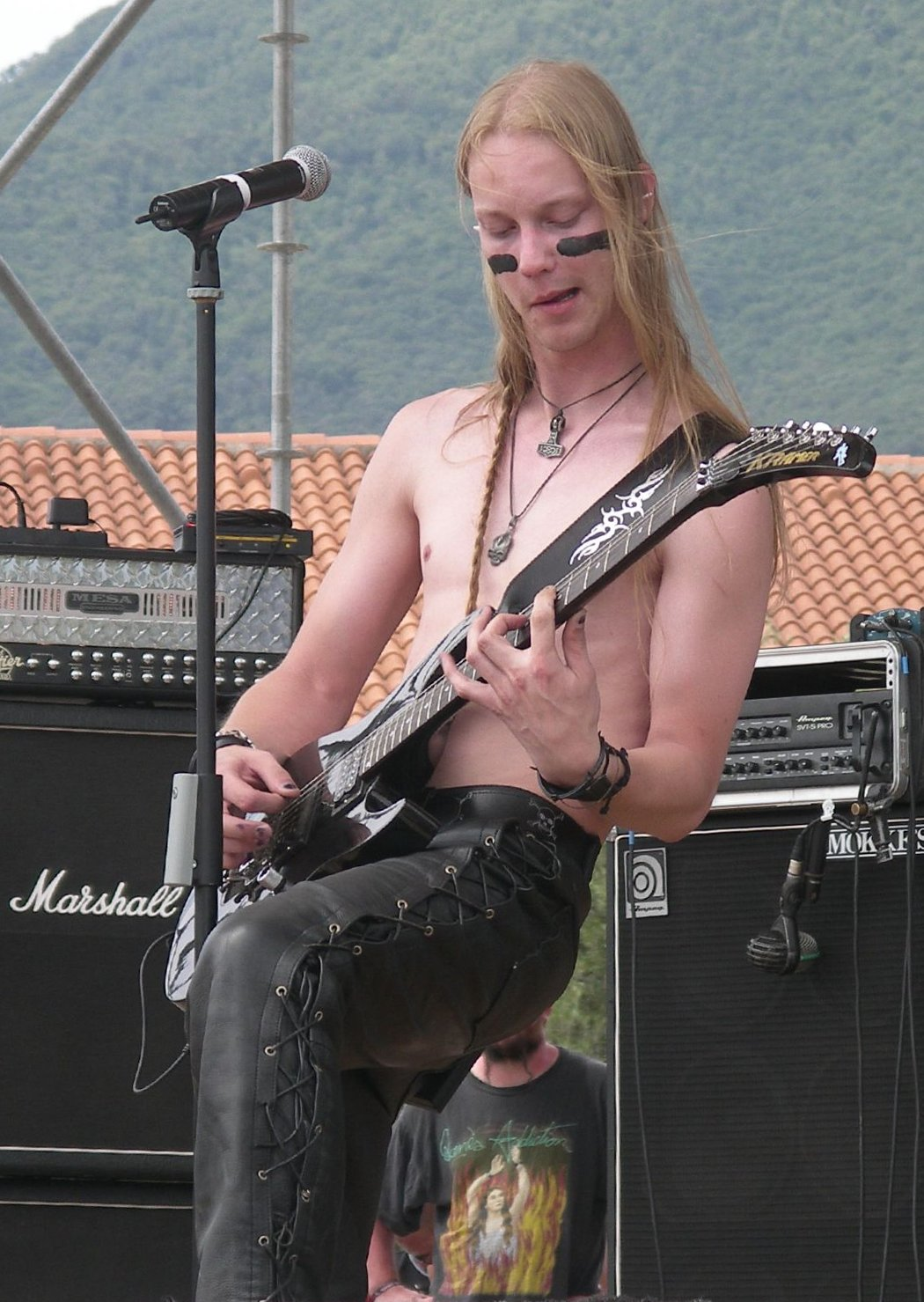
Petri Lindroos na Evolution Festival w 2006

W wieku 14 lat Petri zaczął uczyć się gry na gitarze. W 1996 założył zespół melodic deathmetalowy Norther wraz z perkusistą Tony Hallio. W 2004 dołączył do folk metal/viking metal zespołu Ensiferum jako wokalista. Kontynuował nagrania z Northerem do roku 2009, kiedy to na oficjalnej stronie internetowej Norther pojawiło się ogłoszenie o jego odejściu z grupy, by mógł bardziej skoncentrować się na grze w Ensiferum.

## Muzyczne wpływy
Muzycy, którzy najbardziej wpłynęli na Petriego, to Marty Friedman oraz Jeff Hanneman. Ulubione zespoły Lindroosa to Slayer i Megadeth.

## Dyskografia

### Norther
- N (2008)
- No Way Back (2007) – EP
- Till Death Unites Us (2006) – CD
- Scream (2006) – CD Single
- Solution 7 EP (2005) – Mini CD
- Spreading Death (2004) – DVD Single
- Death Unlimited (2004) – CD
- Spreading Death (2004) – CD Single
- Mirror of Madness (2003) – CD
- Unleash Hell (2003) – CD Single
- Dreams of Endless War (2002) – CD
- Released (2002) – CD Single

### Ensiferum
- Dragonheads (2006) EP
- One More Magic Potion (2007) CD Single
- Victory Songs (2007) CD
- From Afar (2009) CD
- Unsung Heroes (2012) CD
- One Man Army (2014) CD
- Two Paths (2017) CD